# Purcells spookkikker
Purcells spookkikker (Heleophryne purcelli) is een kikker uit de familie spookkikkers (Heleophrynidae).
De soort werd voor het eerst wetenschappelijk beschreven door Philip Lutley Sclater in 1898. De soortaanduiding purcelli is een eerbetoon aan de Zuid-Afrikaanse arachnoloog William Frederick Purcell (1866 - 1919).

## Uiterlijke kenmerken
De mannetjes worden ongeveer 47 millimeter lang, vrouwtjes worden groter en bereiken een lichaamslengte van 56 mm. In de paartijd krijgt het lichaam van het mannetje kleine stekeltjes.
Deze soort heeft een afgeplat lichaam en een gladde huid. De lichaamskleur is groen, geel of bruin en de bovenzijde is voorzien van onregelmatige, donkere tot zwarte vlekken. Het dier heeft lange poten met grote zwemvliezen aan de achterpoten. Aan zijn tenen heeft hij vergrote, spatelachtige hechtschijfjes die hem houvast geven op glibberige stenen.

## Levenswijze
Deze soort is hoofdzakelijk aquatisch. De kikkervisjes verankeren zich met hun grote zuigmond aan stenen, zodat ze niet door de stroom worden meegevoerd naar lager gelegen delen. Ze kunnen met de monddelen over boven het water uitstekende rotsen 'klauteren'. Hierdoor kunnen de larven zelfs op stenen rond watervallen naar voedsel zoeken. De kikkervisjes ontwikkelen zich langzaam en pas na ongeveer een jaar vindt de metamorfose plaats.

## Verspreiding en habitat
Deze soort komt voor in zuidelijk Afrika in snelstromende wateren. Buiten de voortplantingstijd kunnen ze worden aantroffen op enige afstand van het water. De kikker is ook vaak te vinden in rotsspleten en grotten. Het dier kan verticaal over vochtige rotswanden klimmen.